# فيلق الجيش السادس عشر (الفيرماخت)
فيلق الجيش السادس عشر ( الفيلق السادس عشر) فيلقًا في الجيش الألماني خلال الحرب العالمية الثانية. 
الفيلق السادس عشر (الميكانيكي) ( (بالألمانية: Generalkommando XVI. (mot.) Armeekorps) ) Armeekorps  ) تم تنشيطه كمقر للوحدات الآلية في فبراير 1938 في برلين. تم تعيين الفيلق السادس عشر للجيش العاشر في الغزو الألماني لبولندا ومجموعة الجيوش ب خلال غزو فرنسا. خلال الحملة الفرنسية، حارب الفيلق في معارك هانوت وGembloux. في 17 فبراير 1941، تم تعطيل مقر الفيلق من أجل تشكيل مجموعة بانزر الرابعة. 

## منطقة العمليات
- الفيلق السادس عشر (الميكانيكي): 
  - بولندا - سبتمبر 1939
  - بلجيكا وشمال فرنسا - مايو إلى يونيو 1940
- فيلق الجيش السادس عشر: 
  - شمال روسيا - 1944
  - لاتفيا (كورلاند) - 1945

## القادة
- Generaloberst إريك هوبنر، فبراير 1938 إلى فبراير 1941
- الجنرال دير كافاليري فيليب كليفيل، من يوليو إلى أكتوبر 1944
- جينيرال لوتنانت Horst von Mellenthin ، أكتوبر 1944 إلى نوفمبر 1944
- الجنرال دير كافاليري فيليب كليفل ، نوفمبر 1944 إلى ديسمبر 1944
- الجنرال دير إنفانتري إرنست أنتون فون كروسيجك، ديسمبر 1944 إلى مارس 1945
- جينيرال لوتنانت غوتفريد ويبر، مارس 1945 إلى مايو 1945 [2]